# Карасёвка (Харьковская область)
Карасёвка (укр. Карасівка) — село, Жовтневый сельский совет, Золочевский район, Харьковская область, Украина.
Код КОАТУУ — 6322683002. Население по переписи 2001 года составляет 204 (92/112 м/ж) человека.

## Географическое положение
Село Карасёвка находится в 7-и км от пгт Золочев. В селе берёт начало безымянная река, которая через 5 км впадает в реку Лопань (правый приток), на реке несколько запруд, к селу примыкает посёлок Калиново. К селу примыкают несколько небольших лесных массивов (дуб).

## История
- 1724 — дата первого упоминания.[1]
- Являлось центром Карасёвской волости Харьковского уезда Харьковской губернии Российской империи.
- В 1932 году совхоз получил имя «15 лет Октября».[3]
- В 1940 году, перед ВОВ, в Карасёвке были 151 двор, православная церковь, сельсовет, кирпичный завод, ветряная мельница и животноводческий совхоз имени 15 лет Октября.[2][3]

## Экономика
- Молочно-товарная ферма.

## Достопримечательности
- Братская могила советских воинов.

## Религия
- Церковь Покрова Пресвятой Богородицы[4].